# Hakluyt Society

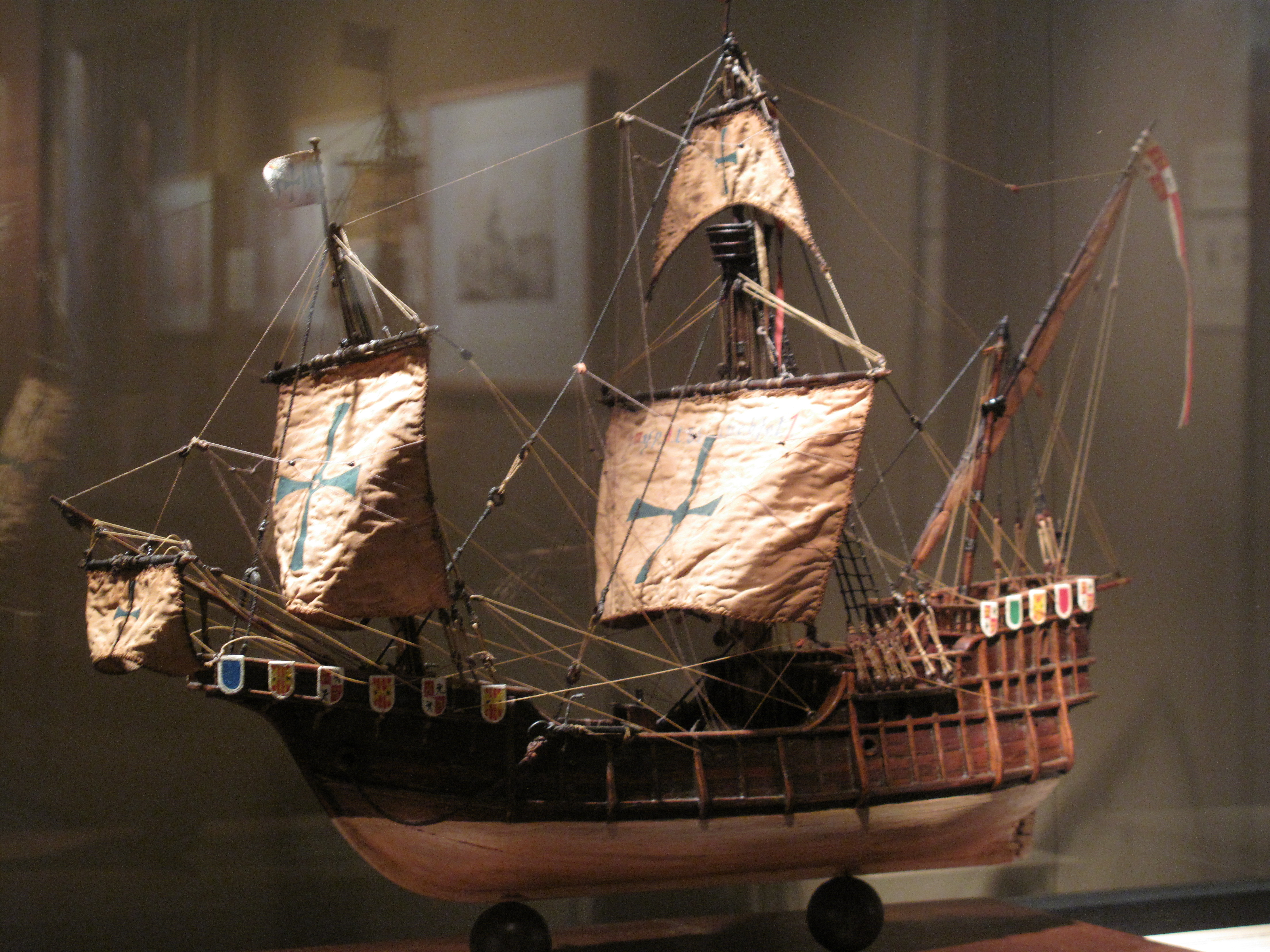
Des de 1847 empra com a logo un dibuix de la nao Victoria de Magallaes.

La Hakluyt Society és una organització sense afany de lucre amb seu a Londres, dedicada a la promoció de la comprensió de la història del món. Aquesta associació és coneguda per les seves edicions de textos històrics especialitzats en l'Era dels descobriments. Establerta el 1846, perpetua el nom de Richard Hakluyt (1552 - 1616), que era un autor anglès, col·leccionista, editor i traductor de documents sobre història així com d'altres documents relacionats amb viatges i descobriments al voltant del món.
L'activitat principal de la Hakluyt Societyt és la publicació de llibres de relats de viatges (de fonts primàries) d'exploradors, navegants i aventurers de tot el món. Tracten temes degeografia, antropologia i història natural de les regions visitades. Publiquen anualment dos o tres volums. Des de 1847 empra com a logo un dibuix de la nao Victoria de Magallaes.
La Hakluyt Society va publicar les històries de Guillermo de Rubrouck, Ibn Battuta, Fabian Gottlieb von Bellingshausen, Pedro Cieza de León, John Cabot, [ Colom, Fernando de Magallanes, Cosmas Indicopleustes, James Cook, Basc dona Gamma, Semyon Dezhnev, Francis Drake, Humphrey Gilbert, La Perouse, Ludwig Leichhardt, Dt. Huan, Olaus Magnus, Jens Munk i George Vancouver.
Una organització germana nord-americana va ser creada el 1996 per la Universitat Brown als Estats Units, l'any del 150 aniversari de l'organització de la matriu britànica. L'organització nord-americana és una associació sense ànim de lucre i té la mateixa missió la que la de Londres, però amb una especialització en tot el que concerneix als Estats Units.